# Tväråkölstjärnen
Tväråkölstjärnen är en sjö i Bodens kommun i Norrbotten och ingår i Råneälvens huvudavrinningsområde. Tväråkölstjärnen ligger i Råneälven Natura 2000-område. Sjöns area är 0,034 kvadratkilometer och den befinner sig 44,8 meter över havet.